# Voje
Voje so ledeniška alpska dolina v Triglavskem narodnem parku, severovzhodno od Bohinjskega jezera. Začenja se pri naselju Stara Fužina in končuje v zatrepu pod pobočji Tosca (2275 m) in pokljuških planin. Voje je v zadnji ledeni dobi značilno preoblikoval Mostniški ledenik, dobro so vidni ostanki čelne morene, dno doline pa je prekrito z debelo talno moreno, kjer so nastali senožetni travniki. Vzdolž doline teče potok Mostnica, ki za izvirom tvori tri slapove (srednji slap se imenuje Slap Voje oz. Slap Mostnice; 773 mnm), v srednjem toku pa približno 2 km dolgo sotesko, imenovano Korita Mostnice. Ob izteku soteske, nedaleč od Stare Fužine, je dal Žiga Zois preko globokega brezna postaviti t. i. Hudičev most.
Voje so dostopne iz Bohinja preko kraja Stara Fužina, gozdna cesta, ki pelje po dolini, pa je v poletnem času uporabna proti plačilu 10 €. V dolini potoka Suha se cesta odcepi še proti planini Vogar in Blato, drugi krak, ki nadaljuje proti zatrepu Voj, pa je vozen do Planinske koče na Vojah. Čas hoje vzdolž celotne doline traja okrog 1,5 ure.